# Максимилиан Вунибалд фон Валдбург-Фридберг и Траухбург
Максимилиан Вунибалд фон Валдбург-Фридберг и Траухбург (на немски: Maximilian Wunibald von Friedberg und Trauchburg; * 1647; † 16 април 1717) е благородник от швабския род Валдбург-Фридберг и Шеер, имперски граф на Фридберг и Траухбург.
Той е син на имперски граф Ото фон Валдбург, Фридберг, Шеер, Каленберг, Менген и Заулгау (1615 – 1663) и съпругата му графиня Сидония Шлик цу Пасаун и Вайскирхен († 1691), дъщеря на Хайнрих V Шлик Пасаун († 1650) и графиня Анна Мария фон Залм-Нойбург (1598 – 1647), дъщеря на граф Вайхард фон Залм-Нойбург (1575 – 1617).
Внук е на президента на имперската съдебна камера, населдствен трушсес, граф (от 1 юни 1628 г. в Прага) Вилхелм Хайнрих фон Валдбург-Фридберг и Траухбург (1580 – 1652) и първата му съпруга графиня Ирафиня Юлиана фон Зулц (1590 – 1617).
Максимилиан Вунибалд е издигнат на имперски граф на 14 ноември 1674 г. През 1785 г. графовете фон Валдбург продават цялото графство Фридберг-Шер с господствата Дюрментинген и Бусен на княз Карл Анселм фон Турн и Таксис за 2 100 000 гулдена.
През 1429 г. фамилията Валдбург се разделя на три линии. През 1612 г. линията Траухбург се дели на по-старата линия Фридберг-Шеер и на линията Траухбург. След измирането на по-старат линия Фридберг-Шеер през 1717 г. се дели отново на по-младта линия Фридберг-Шеер и по-младата линия Траухбург. След измирането на графовете фон Валдбург-Фридберг-Шеер през 1764 г. всички части отново са в ръцете на Якобинската линия.
Траухбург отива след измирането на Якобинската линия през 1772 г. отива на линията на Георг I фон Валдбург-Цайл, „Георгийската линия“, и през 1810 г. отива към Кралство Бавария.

## Фамилия
Максимилиан Вунибалд фон Валдбург-Фридберг и Траухбург се жени ок. 12 ноември 1673 г. за Мария Катарина фон Хоенемс (* 6 май 1653; † 9 юни 1739), дъщеря на граф Карл Фридрих фон Хоенемс (1622 – 1675) и принцеса Корнелия Луция д'Алтемпс († 1691). Те имат две дъщери:
- Мария Клаудия Сидония фон Валдбург (* 1685; † 5 май 1708, Прага), трушсес, омъжена ок. 2 май 1700 г. за граф Йохан Франц фон Валдероде († 19 ноември 1738)
- Мария Анна Франциска Роза фон Валдбург (* 30 август 1691, Рим; † 26 ноември 1736 в Моравия), имерска наследствена трушсес, омъжена на 8 март 1707 г. за граф Йохан (Ханс) Адам фон Квестенберг († 10 май 1752, Виена)